# 24 uur van Le Mans 1981

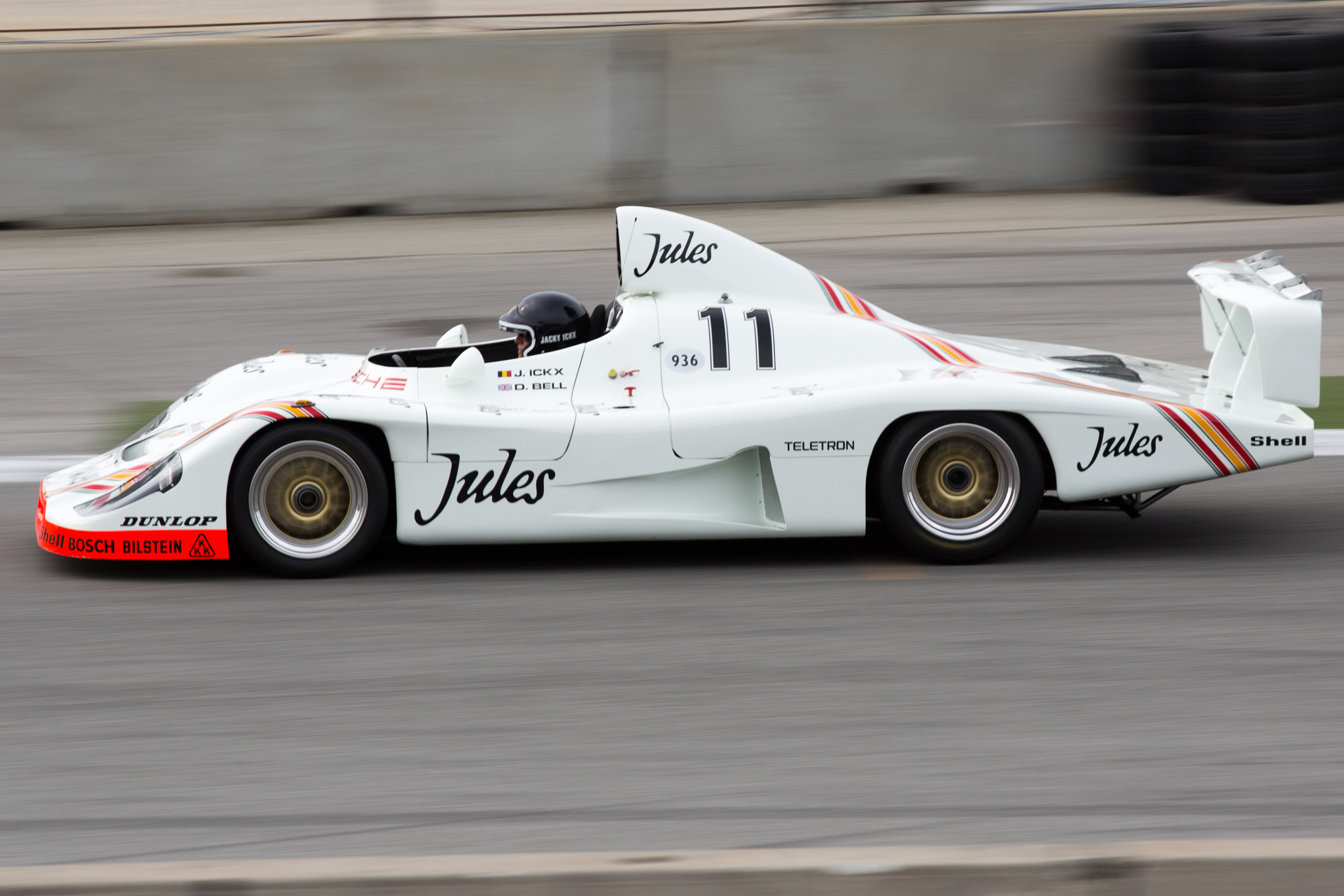
De winnende auto: de Porsche 936/81 #11.

De 24 uur van Le Mans 1981 was de 49e editie van deze endurancerace. De race werd verreden op 13 en 14 juni 1981 op het Circuit de la Sarthe nabij Le Mans, Frankrijk.
De race werd gewonnen door de Porsche System #11 van Jacky Ickx en Derek Bell. Voor Ickx was het zijn vijfde Le Mans-zege, waarmee hij de eerste coureur werd die dit aantal behaalde, terwijl Bell zijn tweede overwinning behaalde. De GTP (3.0)-klasse werd gewonnen door de Jean Rondeau #8 van Jean-Louis Schlesser, Philippe Streiff en Jacky Haran. De Gr.5 SP +2.0-klasse werd gewonnen door de Charles Ivey Racing #55 van John Cooper, Dudley Wood en Claude Bourgoignie. De IMSA GTX-klasse werd gewonnen door de Charles Pozzi S.A. #47 van Claude Ballot-Léna en Jean-Claude Andruet. De Gr.5 SP 2.0-klasse werd gewonnen door de Martini Racing #65 van Michele Alboreto, Eddie Cheever en Carlo Facetti. De IMSA GTO-klasse werd gewonnen door de Porsche System #36 van Manfred Schurti en Andy Rouse. De Gr.4 GT-klasse werd gewonnen door de Thierry Perrier #70 van Thierry Perrier, Valentin Bertapelle en Bernard Salam. De Gr.6 S 2.0-klasse werd gewonnen door de Jean-Philippe Grand #31 van Jean-Philippe Grand en Yves Courage.
De race werd overschaduwd door twee dodelijke ongelukken. Vlak na de bocht Hunaudières maakte Thierry Boutsen een ongeluk mee, waarbij zijn auto meer dan 150 meter langs de vangrail schraapte. In dit gebied bevond zich een marshallpost; een marshall kwam om het leven, terwijl twee andere marshalls en een gendarme zwaargewond raakten. Korte tijd later crashte Jean-Louis Lafosse op het rechte stuk Mulsanne en was hierbij op slag dood.

## Race
Winnaars in hun klasse zijn vetgedrukt. Auto's die minder dan 70% van de afstand van de winnaar (248 ronden) hadden afgelegd werden niet geklasseerd.
| Pos. | Klasse       | No. | Team                                      | Coureurs                                                    | Chassis                 | Motor                               | Banden | Ronden |
| ---- | ------------ | --- | ----------------------------------------- | ----------------------------------------------------------- | ----------------------- | ----------------------------------- | ------ | ------ |
| 1    | Gr.6 S +2.0  | 11  | Porsche System                            | Jacky Ickx Derek Bell                                       | Porsche 936/81          | Porsche 935/82 2.6L F6 turbo        | D      | 355    |
| 2    | GTP (3.0)    | 8   | Jean Rondeau                              | Jean-Louis Schlesser Philippe Streiff Jacky Haran           | Rondeau M379C           | Cosworth DFV 3.0 L V8               | G      | 341    |
| 3    | GTP (3.0)    | 7   | Jean Rondeau                              | Gordon Spice François Migault                               | Rondeau M379C           | Cosworth DFV 3.0 L V8               | G      | 336    |
| 4    | Gr.5 SP +2.0 | 55  | Claude Bourgoignie Charles Ivey Racing    | John Cooper Dudley Wood Claude Bourgoignie                  | Porsche 935-K3/79       | Porsche 930 3.1L F6 turbo           | D      | 331    |
| 5    | IMSA GTX     | 47  | Charles Pozzi S.A.                        | Claude Ballot-Léna Jean-Claude Andruet                      | Ferrari 512BB/LM        | Ferrari 4.9L F12                    | M      | 329    |
| 6    | IMSA GTX     | 42  | Cooke-Woods Racing                        | Bob Garretson Ralph Kent-Cooke Anne-Charlotte Verney        | Porsche 935-K3/80       | Porsche 930 3.2L F6 twin-turbo      | G      | 328    |
| 7    | GTP (+3.0)   | 1   | Porsche System                            | Jürgen Barth Walter Röhrl                                   | Porsche 944 LM          | Porsche 2.5L S4 turbo               | D      | 324    |
| 8    | Gr.5 SP 2.0  | 65  | Martini Racing                            | Michele Alboreto Eddie Cheever Carlo Facetti                | Lancia Montecarlo Turbo | Lancia 1425cc S4 turbo              | P      | 323    |
| 9    | IMSA GTX     | 46  | Rennod Racing                             | Pierre Dieudonné Jean Xhenceval Jean-Paul Libert            | Ferrari 512BB/LM        | Ferrari 4.9L F12                    | G      | 321    |
| 10   | Gr.5 SP +2.0 | 60  | Vegla Racing Team                         | Dieter Schornstein Harald Grohs Götz von Tschirnhaus        | Porsche 935J            | Porsche 930 3.0L F6 twin-turbo      | D      | 321    |
| 11   | IMSA GTO     | 36  | Porsche System                            | Manfred Schurti Andy Rouse                                  | Porsche 924 Carrera GTR | Porsche 2.0L S4 turbo               | D      | 316    |
| 12   | Gr.6 S +2.0  | 12  | Porsche System                            | Jochen Mass Vern Schuppan Hurley Haywood                    | Porsche 936/81          | Porsche 935/82 2.6L F6turbo         | D      | 313    |
| 13   | GTP (+3.0)   | 4   | WM AEREM                                  | Denis Morin Charles Mendez Xavier Mathiot                   | WM P79/80               | Peugeot PRV ZNS4 2.7L V6 twin-turbo | M      | 308    |
| 14   | Gr.5 SP 2.0  | 68  | Jolly Club                                | Martino Finotto Giorgio Pianta Giorgio Schön                | Lancia Montecarlo Turbo | Lancia 1425cc S4 turbo              | P      | 293    |
| 15   | Gr.6 S +2.0  | 18  | GRID Team Lola                            | Emilio de Villota Guy Edwards Juan Fernández                | Lola T600               | Cosworth DFL 3.3 L V8               | G      | 288    |
| 16   | Gr.5 SP +2.0 | 51  | ORECA BMW Italie-France                   | Philippe Alliot Bernard Darniche Johnny Cecotto             | BMW M1                  | BMW M88 3.5L S6                     | D      | 278    |
| 17   | Gr.4 GT      | 70  | Thierry Perrier                           | Thierry Perrier Valentin Bertapelle Bernard Salam           | Porsche 934             | Porsche 3.0L F6 turbo (Ethanol)     | M      | 275    |
| 18   | Gr.6 S 2.0   | 31  | Jean-Philippe Grand                       | Jean-Philippe Grand Yves Courage                            | Lola T298               | BMW M12 2.0L S4                     | G      | 273    |
| NC   | Gr.6 S 2.0   | 33  | Compagnie Primagaz                        | Pierre Yver Michel Dubois Jacques Heuclin                   | Lola T298               | BMW M12 2.0L S4                     | G      | 204    |
| NC   | Gr.6 S 2.0   | 32  | Écurie Renard-Delmas                      | Louis Descartes Hervé Bayard                                | Renard-Delmas D1        | Simca-ROC 2.0L S4                   | G      | 188    |
| DNF  | IMSA GTX     | 43  | Bob Akin Motor Racing                     | Bob Akin Paul Miller Craig Siebert                          | Porsche 935-K3/80       | Porsche 930 3.0L F6 turbo           | G      | 320    |
| DNF  | Gr.5 SP +2.0 | 57  | Claude Haldi                              | Claude Haldi Mark Thatcher Hervé Poulain                    | Porsche 934/5           | Porsche 930 3.0L F6 turbo           | D      | 260    |
| DNF  | IMSA GTX     | 49  | North American Racing Team                | Alain Cudini Philippe Gurdjian John Morton                  | Ferrari 512BB/LM        | Ferrari 4.9L F12                    | M      | 247    |
| DNF  | Gr.5 SP +2.0 | 53  | EMKA Productions                          | Steve O'Rourke David Hobbs Eddie Jordan                     | BMW M1                  | BMW M88 3.5L S6                     | D      | 236    |
| DNF  | Gr.4 GT      | 72  | BMW Zol'Auto                              | François Sérvanin Laurent Ferrier Pierre-François Rousselot | BMW M1                  | BMW M88 3.5L S6                     | D      | 212    |
| DNF  | Gr.6 S +2.0  | 20  | Alain de Cadenet                          | Alain de Cadenet Jean-Michel Martin Philippe Martin         | DeCadenet-Lola LM78     | Cosworth DFL 3.3 L V8               | D      | 210    |
| DNF  | Gr.5 SP +2.0 | 52  | Würth-Lubrifilm Team Sauber               | Dieter Quester Marc Surer David Deacon                      | BMW M1                  | BMW M88 3.5L S6                     | D      | 207    |
| DNF  | Gr.5 SP 2.0  | 66  | Martini Racing                            | Riccardo Patrese Hans Heyer Piercarlo Ghinzani              | Lancia Montecarlo Turbo | Lancia 1425cc S4 turbo              | P      | 186    |
| DNF  | Gr.6 S +2.0  | 21  | Dorset Racing Associates Alain de Cadenet | Martin Birrane Nick Faure Vivian Candy                      | DeCadenet-Lola LM76     | Cosworth DFV 3.0 L V8               | D      | 171    |
| DNF  | Gr.6 S +2.0  | 23  | Dome Co. Ltd                              | Chris Craft Bob Evans                                       | Dome Zero RL80          | Cosworth DFV 3.0L V8                | D      | 154    |
| DNF  | IMSA GTX     | 40  | Joest Racing                              | Günther Steckkönig Mauricio de Narváez Kenper Miller        | Porsche 935J            | Porsche 930 2.8L F6 turbo           | D      | 152    |
| DNF  | IMSA GTX     | 48  | Simon Phillips                            | Simon Phillips Mike Salmon Steve Earle                      | Ferrari 512BB/LM        | Ferrari 4.9L F12                    | M      | 140    |
| DNF  | IMSA GTX     | 45  | Scuderia Supercar Bellancauto             | Fabrizio Violati Maurizio Flammini Duilio Truffo            | Ferrari 512BBB          | Ferrari 4.9L F12                    | M      | 118    |
| DNF  | Gr.6 S +2.0  | 22  | André Chevalley Racing                    | André Chevalley Patrick Gaillard Bruno Sotty                | ACR 80B                 | Cosworth DFV 3.0L V8                | G      | 114    |
| DNF  | IMSA GTO     | 37  | Mazdaspeed Tom Walkinshaw Racing          | Tetsu Ikuzawa Tom Walkinshaw Peter Lovett                   | Mazda RX-7 253i         | Mazda 13B 1308cc twin-rotary        | D      | 107    |
| DNF  | Gr.6 S 2.0   | 30  | Jean-Marie Lemerle                        | Jean-Marie Lemerle Max Cohen-Olivar Alain Levié             | Lola T298               | BMW M12 2.0L S4                     | G      | 104    |
| DNF  | Gr.6 S +2.0  | 27  | I. Bracey                                 | Tiff Needell Tony Trimmer                                   | Ibec P6                 | Cosworth DFV 3.0L V8                | D      | 95     |
| DNF  | Gr.6 S +2.0  | 10  | Porsche Kremer Racing                     | Bob Wollek Xavier Lapeyre Guy Chasseuil                     | Porsche 917K/81         | Porsche 4.9L F12                    | D      | 82     |
| DNF  | Gr.6 S +2.0  | 14  | Joest Racing                              | Reinhold Joest Dale Whittington Klaus Niedzwiedz            | Porsche 908/J80         | Porsche 911/78 2.1L F6 turbo        | D      | 80     |
| DNF  | Gr.6 S +2.0  | 24  | Jean Rondeau                              | Jean Rondeau Jean-Pierre Jaussaud                           | Rondeau M379C           | Cosworth DFL 3.3 L V8               | G      | 58     |
| DNF  | IMSA GTX     | 50  | BASF Cassetten Team GS Sport              | Hans-Joachim Stuck Jean-Pierre Jarier Helmut Henzler        | BMW M1                  | BMW M88 3.5L S6                     | D      | 57     |
| DNF  | Gr.5 SP +2.0 | 59  | Porsche Kremer Racing Interscope Racing   | Ted Field Bill Whittington Don Whittington                  | Porsche 935-K3/80       | Porsche 930 3.2L F6 turbo           | G      | 57     |
| DNF  | Gr.C         | 83  | WM AEREM                                  | Marcel "Max" Mamers Jean-Daniel Raulet                      | WM P81                  | Peugeot PRV ZNS4 2.7L V6 twin-turbo | M      | 50     |
| DNF  | Gr.5 SP 2.0  | 69  | Tuff-Kote Dinol Racing                    | Jan Lundgårdh Axel Plankenhorn Mike Wilds                   | Porsche 935-K3/ L1      | Porsche 1425cc F6 turbo             | D      | 49     |
| DNF  | Gr.4 GT      | 71  | Marko RSM                                 | Christian Danner Peter Oberndofer Leopold van Beieren       | BMW M1                  | BMW M88 3.5L S6                     | D      | 49     |
| DNF  | Gr.5 SP +2.0 | 61  | Weralit Racing Team                       | Edgar Dören Jürgen Lässig Gerhard Holup                     | Porsche 935-K3/79       | Porsche 930 3.0L F6 turbo           | D      | 48     |
| DNF  | Gr.5 SP 2.0  | 67  | Martini Racing                            | Beppe Gabbiani Emanuele Pirro                               | Lancia Montecarlo Turbo | Lancia 1425cc S4 turbo              | P      | 47     |
| DNF  | GTP (+3.0)   | 5   | WM AEREM                                  | Guy Fréquelin Roger Dorchy Xavier Mathiot                   | WM P79/80               | Peugeot PRV ZNS4 2.7L V6 twin-turbo | M      | 46     |
| DNF  | IMSA GTX     | 41  | Thunderbird Swap Shop                     | Preston Henn Mike Chandler Marcel Mignot                    | Porsche 935-K3/80       | Porsche 930 3.0L F6 turbo           | D      | 45     |
| DNF  | Gr.6 S +2.0  | 26  | Jean Rondeau                              | Henri Pescarolo Patrick Tambay                              | Rondeau M379C           | Cosworth DFL 3.3 L V8               | G      | 41     |
| DNF  | Gr.4 GT      | 73  | Eminence Racing Team                      | Jacques Alméras Jean-Marie Alméras                          | Porsche 924 Carrera GTR | Porsche 2.0L S4 turbo               | M      | 30     |
| DNF  | Gr.6 S +2.0  | 25  | Jean Rondeau                              | Jean Ragnotti Jean-Louis Lafosse                            | Rondeau M379C           | Cosworth DFV 3.0 L V8               | G      | 28     |
| DNF  | IMSA GTO     | 38  | Mazdaspeed Tom Walkinshaw Racing          | Yojiro Terada Hiroshi Fushida Win Percy                     | Mazda RX-7 253i         | Mazda 13B 1308cc twin-rotary        | D      | 25     |
| DNF  | Gr.C         | 82  | WM AEREM                                  | Thierry Boutsen Serge Saulnier Michel Pignard               | WM P81                  | Peugeot PRV ZNS4 2.7L V6 twin-turbo | M      | 15     |
| DNF  | IMSA GTO     | 35  | Stratagraph Inc.                          | Cale Yarborough Billy Hagan Bill Cooper                     | Chevrolet Camaro        | Chevrolet 6.4L V8                   | G      | 13     |
| DNQ  | Gr.6 S +2.0  | 16  | M. Sardou                                 | Patrick Perrier Michel Lateste                              | Ardex S80               | BMW M88 3.5L S6                     | M      | 0      |
| DNQ  | Gr.6 S +2.0  | 17  | Cooke-Woods Racing                        | Brian Redman Bobby Rahal                                    | Lola T600               | Porsche 930/72 3.0L F6 turbo        | G      | 0      |
| DNQ  | IMSA GTU     | 39  | Z & W Enterprises Inc.                    | Fred Stiff Dirk Vermeersch Ray Ratcliff                     | Mazda RX-7              | Mazda 12A 1146cc twin-rotary        | D      | 0      |
| DNQ  | Gr.5 SP +2.0 | 62  | "Ségolen"                                 | André Gahinet Jacques Guérin Christian Bussi                | Porsche 935             | Porsche 3.0L F6 turbo               | D      | 0      |
| DNQ  | Gr.4 GT      | 74  | Porsche Cars Australia                    | Peter Brock Jim Richards Colin Bond                         | Porsche 924 Carrera GTR | Porsche 2.0L S4 turbo               | D      | 0      |
| DNQ  | Gr.4 GT      | 75  | Porsche System Canon                      | Richard Lloyd Tony Dron                                     | Porsche 924 Carrera GTR | Porsche 2.0L S4 turbo               | D      | 0      |
| DNQ  | IMSA GTP     | 90  | Z & W Enterprises Inc.                    | Hervé Regout Michel Elkoubi                                 | McLaren M12/6B GT       | Chevrolet 5.7L V8                   | G      | 0      |
| DNA  | GTP (+3.0)   | 6   | WM AEREM                                  | Denis Morin Charles Mendez                                  | WM P79/80               | Peugeot PRV ZNS4 2.7L V6 twin-turbo | M      | 0      |

1923 · 1924 · 1925 · 1926 · 1927 · 1928 · 1929 · 1930 · 1931 · 1932 · 1933 · 1934 · 1935 · 1936 · 1937 · 1938 · 1939 · 1940 - 1948 · 1949 · 1950 · 1951 · 1952 · 1953 · 1954 · 1955 (Ramp) · 1956 · 1957 · 1958 · 1959 · 1960 · 1961 · 1962 · 1963 · 1964 · 1965 · 1966 · 1967 · 1968 · 1969 · 1970 · 1971 · 1972 · 1973 · 1974 · 1975 · 1976 · 1977 · 1978 · 1979 · 1980 · 1981 · 1982 · 1983 · 1984 · 1985 · 1986 · 1987 · 1988 · 1989 · 1990 · 1991 · 1992 · 1993 · 1994 · 1995 · 1996 · 1997 · 1998 · 1999 · 2000 · 2001 · 2002 · 2003 · 2004 · 2005 · 2006 · 2007 · 2008 · 2009 · 2010 · 2011 · 2012 · 2013 · 2014 · 2015 · 2016 · 2017 · 2018 · 2019 · 2020 · 2021 · 2022 · 2023 · 2024